# O Doutor Benignus
O Doutor Benignus é um dos livros do português naturalizado brasileiro Augusto Emílio Zaluar, publicado em 1875. É considerado a primeira obra de ficção científica escrita no Brasil.
O texto tem como tema central os questionamentos filosóficos e as andanças pelo interior do país do seu personagem principal, o Dr. Benignus, médico e naturalista.
Apesar de ser um obra ficcional, o texto traz referências precisas à obra de diversos cientistas contemporâneos, entre os quais estão Peter Wilhelm Lund, Camille Flammarion e José Vieira Couto de Magalhães.